# Loch of Harray
Loch of Harray är Mainland i Orkneyöarnas näst största sjö. I närheten av sjön finns Ring of Brodgar.